# Ranchera (Yauco)
Ranchera es un barrio ubicado en el municipio de Yauco en el Estado Libre Asociado de Puerto Rico. En el Censo de 2010 tenía una población de 446 habitantes y una densidad poblacional de 56,87 personas por km².

## Geografía
Ranchera se encuentra ubicado en las coordenadas 18°6′40″N 66°53′48″O / 18.11111, -66.89667. Según la Oficina del Censo de los Estados Unidos, Ranchera tiene una superficie total de 7.84 km², que corresponden a tierra firme.

## Demografía
Según el censo de 2010, había 446 personas residiendo en Ranchera. La densidad de población era de 56,87 hab./km². De los 446 habitantes, Ranchera estaba compuesto por el 87.22% blancos, el 3.14% eran afroamericanos, el 5.38% eran de otras razas y el 4.26% pertenecían a dos o más razas. Del total de la población el 99.78% eran hispanos o latinos de cualquier raza.